# Sphaerocephalus
Sphaerocephalus es un género de musgos hepáticas de la familia Aulacomniaceae. Comprende 81 especies descritas y de estas, solo 4 aceptadas.

## Taxonomía
El género fue descrito por Neck. ex Lindb.  y publicado en Utkast till en Naturlig Gruppering af Europas Bladmossor 37. 1878.

## Especies aceptadas
A continuación se brinda un listado de las especies del género Sphaerocephalus aceptadas hasta diciembre de 2014, ordenadas alfabéticamente. Para cada una se indica el nombre binomial seguido del autor, abreviado según las convenciones y usos.	
- Sphaerocephalus acuminatum Lindb. & Arnell
- Sphaerocephalus heterostichus (Hedw.) E. Britton
- Sphaerocephalus palustris (Hedw.) Lindb.
- Sphaerocephalus turgidus (Wahlenb.) Lindb.